# 나눔의교회

## 교회설립
나눔의교회는 김상윤 목사가 1994년 개척한 대한예수교장로회(합동)교단 소속의 교회이다. 
초기 천안 원성동에서, 2001년에 쌍용동으로 교회를 이전하였고, 2005년에 계룡으로 이전하였다. 

충남 계룡시에서는 2005년, 2007년, 2017년 총 3차례 성전을 건축하였으며, 동시에 국내의 교회 개척과 승합차 기증식, 해외의 필리핀 학교 건축과 선교사역을 감당해오고 있다. 단기간 진행된 성전 건축과 국내외 선교 사역 등 교회 설립과 성장의 이면에는 이경섭 장로와 김복희 권사의 헌신이 밑거름이 되었다. 교회의 초석을 놓는 순간부터 오늘날에 이르기까지 변함없이 헌신하는 부부의 자세는 국내 성도 뿐 아니라 선교지의 성도들에게까지 귀감과 도전을 주고 있다. 

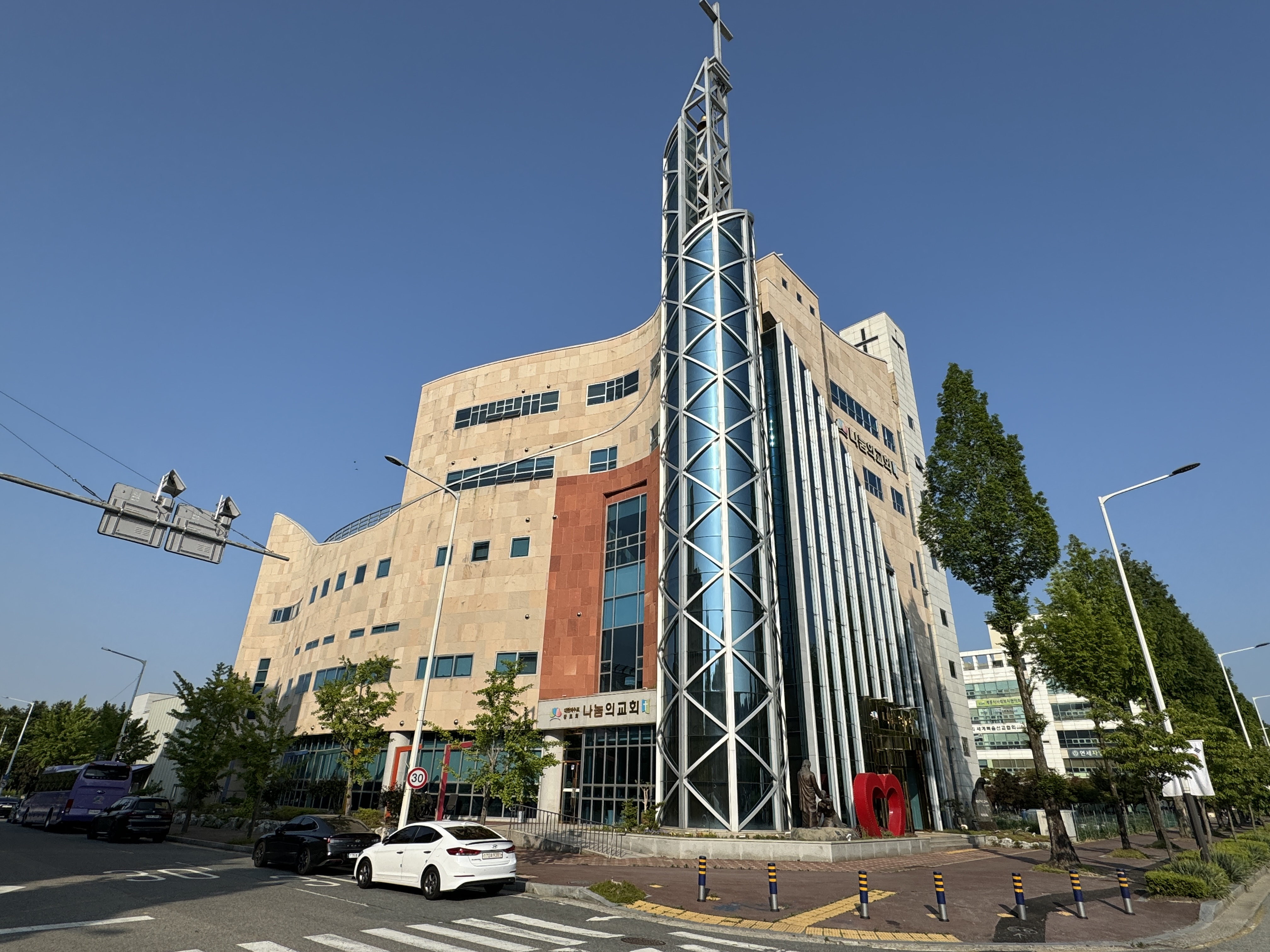
소 재 지 : 계룡시 계룡대로 330

.

## 목회이념

#### 사명성: 어디에 있느냐가 아니라 어디를 향하느냐는 역동적 교회
김상윤 목사는 교재에 기반한 단계별 제자훈련이 아닌, 오직 설교로 행하는 제자훈련을 표방하여 목회를 하고 있다.
교회의 목회 지향점은 선교이며, 필리핀에 칼빈국제대학(CIC)을 비롯한 초중고 교육 시설들을 건축하고 운영하고 있다. 

## 선교현황

#### 학교선교
유치원 3개, 초등학교 3개, 고등학교 2개, 국제대학 1개 운영
- 달리다굼
- 웰스프링
- BTS 신학교 (BESTOW THEOLOGICAL SEMINARY) Diploma 과정
- 칼빈국제대학 CIC (CALVIN INTERNATIONAL COLLEGE)

#### 네트워크 선교
- CCT - THE CENTER FOR COMMUNITY TRANSFORMATION GROUP OF MINISTRIES
  - 필리핀 내 180여 지부를 가진 지역사회 봉사 및 선교 모임
- NFS - Nameless Faceless Server 이름없이 빛없이 섬기는 모임
  - 알마디로 그룹과 함께 결성한 선교 네트워크
- ARC - ASSOCIATION OF REFORMED CHURCH 필리핀 개혁 교회
  - 5400여개 교회 네트워크를 구성하여 훈련, 교육 실시

## 연혁

#### 1990년대
- 1994 천안 원성동 개척
- 1996 필리핀 선교 시작 / 제1대 임직식

#### 2000년대
- 2001년 쌍용동 교회 이전
- 2005년 12월 13일 계룡에 첫번째 나눔의교회 성전 건축
- 2007년 4월 29일 야궤 목사 필리핀 선교사 파송
- 2007년 10월 13일 계룡에 두번째 나눔의교회 입당예배, 임직식, 선교사 파송
- 2008년 5월 10일 담임목사 위임식 및 파송, 임직 및 취임
- 2009년 나눔샘터 개소(빨래방)

#### 2010년대
- 2010년 2월 20일 나눔 공부방 개소
- 2010년 5월 15일 제4대 임직식
- 2012년 5월 옥천 수양관 매입 및 건축
- 2013년 8월 23일 37차 필리핀 선교캠프
- 2014년 1월 16일 필리핀 달리다굼 고등학교 기공식
- 2014년 1월 13-18 38차 필리핀 선교캠프
- 2014년 6월 21일 제5대 임직식
- 2014년 11월 30일 1차 차량 기증식 (목포 늘사랑교회)
- 2014년 12월 14일 2차 차량 기증식(언양 예수소망교회)
- 2015년 1월 5일 39차 필리핀 선교캠프
- 2015년 1월 18일 3차 차량 기증식(계룡 주기쁨교회)
- 2015년 2월 1일 4차 차량 기증식(부천  빛과소금교회)
- 2015년 4월 13일 5차 차량 기증식(서울 은혜로교회)
- 2016년 1월 12일 40차 필리핀 선교캠프
- 2016년 4월 2일 화순 나눔의교회 헌당식
- 2016년 6월 18일 6차 차량 기증식(대구 성당제일교회)
- 2017년 1월 9일 41차 필리핀 선교캠프
- 2017년 3월 2일 나눔의교회 헌당식(현재성전)
- 2017년 8월 17일 나눔천문대 설치
- 2018년 1월 7일 42차 필리핀 선교캠프
- 2019년 1월 6일 43차 필리핀 선교
- 2019년 5월 4일 7차 차량 기증식(인천 나눔의교회)
- 2019년 10월 10일 캄보디아 국방부 장성단 방문 및 MOU 체결

#### 2020년대
- 2020 1월 5일 44차 필리핀 선교캠프
- 2020년 1월 23일 필리핀 칼빈국제신학대학교 건축 기공식
- 2020년 2월 23일 캄보디아 한국 유학 - 베제대 한국어 과정 수강(쿠트참난, 마넷)
- 2020년 4월 20일 충남기독교총연합회 회장 취임
- 2020년 12월 5일 제 6대 임직식
- 2021년 2월 14일 캄보디아 유학생 귀국
- 2021년 3월 15일 나눔스터디 개강
- 2022년 5월 21일 내포나눔의교회 입당 / 8차 차량 기증식(내포나눔의교회)
- 2023년 4월 28일 예장합동 서북지역노회협의회 대표회장 취임(김상윤 목사)